# Austrian International 2002
Die Austrian International 2002 fanden vom 25. bis zum 28. April 2002 in Pressbaum statt. Es war die 32. Austragung dieser offenen internationalen Meisterschaften von Österreich im Badminton.

## Sieger und Platzierte
| Disziplin    | Gold                        | Silber                           | Bronze                               |
| ------------ | --------------------------- | -------------------------------- | ------------------------------------ |
| Herreneinzel | Ilkka Nyqvist               | Jonas Lyduch                     | Bertrand Gallet                      |
| Herreneinzel | Ilkka Nyqvist               | Jonas Lyduch                     | Kasper Fangel                        |
| Dameneinzel  | Sara Persson                | Elena Sukhareva                  | Tine Høy                             |
| Dameneinzel  | Sara Persson                | Elena Sukhareva                  | Maja Pohar                           |
| Herrendoppel | James Anderson Robert Blair | Peter Jeffrey Ian Palethorpe     | Imanuel Hirschfeld Jörgen Olsson     |
| Herrendoppel | James Anderson Robert Blair | Peter Jeffrey Ian Palethorpe     | Mathias Boe Peter Steffensen         |
| Damendoppel  | Lene Mørk Helle Nielsen     | Elena Shimko Marina Yakusheva    | Ekaterina Ananina Anastasia Russkikh |
| Damendoppel  | Lene Mørk Helle Nielsen     | Elena Shimko Marina Yakusheva    | Kirsteen McEwan Elinor Middlemiss    |
| Mixed        | Dennis Lens Johanna Persson | Kasper Kiim Jensen Helle Nielsen | Tommy Sørensen Karina Sørensen       |
| Mixed        | Dennis Lens Johanna Persson | Kasper Kiim Jensen Helle Nielsen | Alexandr Russkikh Anastasia Russkikh |

## Finalergebnisse
| Disziplin    | Sieger                      | Finalist                         | Ergebnis        |
| ------------ | --------------------------- | -------------------------------- | --------------- |
| Herreneinzel | Ilkka Nyqvist               | Jonas Lyduch                     | 7-5 7-0 7-4     |
| Dameneinzel  | Sara Persson                | Elena Sukhareva                  | 7-5 8-6 7-4     |
| Herrendoppel | James Anderson Robert Blair | Peter Jeffrey Ian Palethorpe     | 7-2 7-3 7-5     |
| Damendoppel  | Helle Nielsen Lene Mørk     | Marina Yakusheva Elena Shimko    | 7-4 7-0 7-5     |
| Mixed        | Dennis Lens Johanna Persson | Kasper Kiim Jensen Helle Nielsen | 6-8 8-7 7-4 8-6 |